# Laguna Naineck
Laguna Naineck o Laguna Naick Neck es una localidad que se encuentra ubicada en el departamento Pilcomayo al noroeste de la provincia de Formosa. Limita al norte con el parque nacional Río Pilcomayo, al sur con la Colonia Frontera, Al este con la localidad de Laguna Blanca y al este con Clorinda. Se establece como fecha fundacional la creación de la Escuela N°61 "Don Felix Ergasto Ramirez", el 28 de septiembre de 1926.

## Etimología
Laguna Naick Neck o Laguna Naineck proviene del qomlaqtaq, hablado por el pueblo qom, que significa Laguna de los Venadillos, porque los nativos al cazar observaban en las lagunas a muchos venados tomando agua, y de ahí el nombre.

## Acceso
Es una de las puertas del parque nacional Río Pilcomayo. Se accede por la Ruta Nacional 86, hacia el oeste de la ciudad de Clorinda.

## Población
Cuenta con 2479 habitantes (Indec, 2010), lo que representa un incremento del 17,2% frente a los 2115 habitantes (Indec, 2001) del censo anterior.
| Gráfica de evolución demográfica de Laguna Naick Neck entre 1991 y 2010 |
|                                                                         |
| Fuente: Censos nacionales del INDEC                                     |